# خواکین دوالده
خواکین دوالده (اسپانیایی: Joaquín Dualde‎; ۱۴ نوامبر ۱۹۳۲ – ۲۸ آوریل ۲۰۱۲) بازیکن هاکی روی چمن اهل اسپانیا بود.